# اليمانية (المخادر)

تعديل مصدري - تعديل

اليمانية محلة تابعة لقرية العوادي، التابعة لعزلة الشرف بمديرية المخادر إحدى مديريات محافظة إب في الجمهورية اليمنية، بلغ تعداد سكانها 45 حسب تعداد اليمن لعام 2004.